# Inga extra-nodis
Inga extra-nodis är en ärtväxtart som beskrevs av Terence Dale Pennington. Inga extra-nodis ingår i släktet Inga och familjen ärtväxter. IUCN kategoriserar arten globalt som sårbar. Inga underarter finns listade i Catalogue of Life.